# Etrich Taube
Etrich Taube, cunoscut, de asemenea, după numele diferiților producători ulteriori care au construit versiuni ale acestui precum Rumpler Taube, a fost un monoplan folosit în perioada anterioară Primului Război Mondial. Acesta a fost primul avion militar care a fost produs în masă în Germania.
Taube a fost foarte popular înaintea Primului Război Mondial și a fost, de asemenea, folosit de forțele aeriene ale Italiei și Austro-Ungariei. Chiar la Royal Flying Corps a operat cel puțin un Taube în 1912. Pe 1 noiembrie 1911, Giulio Gavotti, un aviator italian, a realizat primul bombardament aerian din lume, aruncând dintr-un monoplan Taube o bombă peste oaza Ain Zara din Libia. După ce a început războiul, el s-a dovedit inferior ca avion de luptă și ca urmare a fost curând înlocuit cu modele noi și mai eficiente.

## Proiectare și dezvoltare

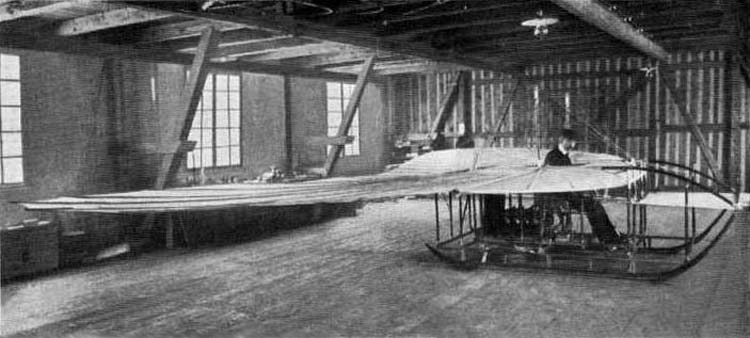
Prototipul de planor Etrich-Wels, cu Igo Etrich în cabina de pilotaj

Taube a fost proiectat în 1909 de Igo Etrich din Austro-Ungaria și a zburat pentru prima dată în 1910. El a obținut o licență pentru a fi produs în serie de Lohner-Werke din Austria și de Edmund Rumpler din Germania, care l-a denumit acum Etrich-Rumpler-Taube. Rumpler i-a schimbat curând numele în Rumpler-Taube și a încetat să-i plătească drepturi de autor lui Etrich, care, ulterior, a renunțat la brevet.
În ciuda numelui său, formă unică a aripii aeroplanului Taube nu a fost modelat după aripa unui porumbel, ci a fost copiată după semințele de Alsomitra macrocarpa, care pot zbura pe distanțe lungi față de copacul-mamă. Forme similare de aripi au fost, de asemenea, utilizate de Karl Jatho și Frederick Handley Page. Etrich a încercat să construiască o aeronavă cu o aripă inspirată de forma de aripă a frunzelor de Zanonia, dar tipul Taube mai convențional, cu coadă, a avut mult mai mult succes.

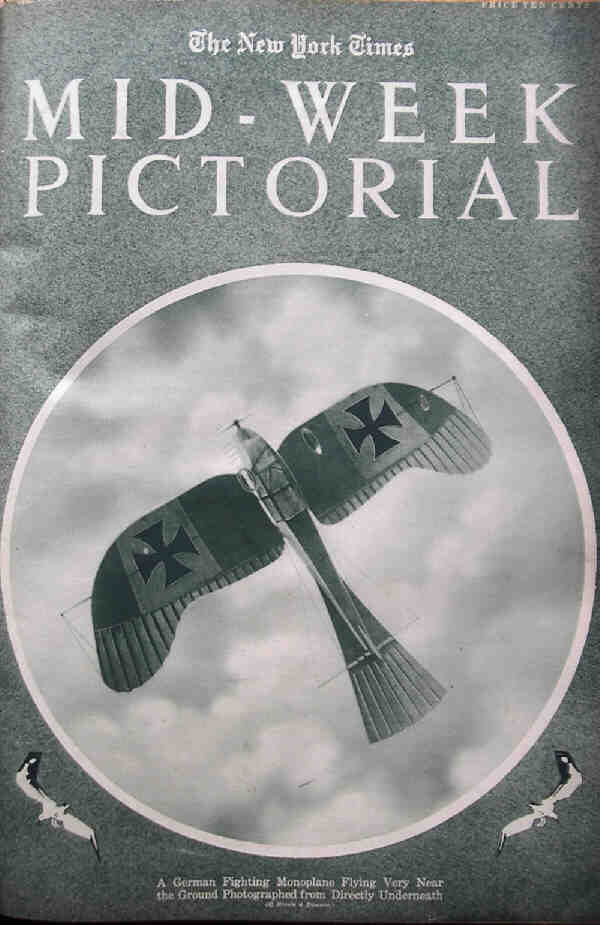
Prima pagină dintr-un pictorial publicat în New York Times la 1 ianuarie 1917, cu titlul „Un monoplan de luptă german zburând foarte aproape de sol fotografiat de dedesubt”.

## Primul Război Mondial
Inițial au fost alocate două aeronave Taube aeronave unităților militare imperiale germane staționate în Qingdao, China, dar la începutul războiului doar una mai era disponibilă, ca urmare a unui accident. Aeronava Rumpler Taube pilotată de locotenentul Gunther Plüschow a trebuit să facă față atacurilor japonezilor, carea aveau opt aeronave. Pe 2 octombrie 1914, aeronava Taube a lui Plüschow a atacat navele de război japoneze cu două bombe mici, dar niciuna dintre ele nu a nimerit ținta. Pe 7 noiembrie 1914, cu puțin timp înainte de căderea orașului Qingdao, Plüschow a primit ordinul să transporte documente secrete la Shanghai, dar a fost forțat să aterizeze de urgență la Lianyungang în Jiangsu, unde a fost luat prizonier de o forță militară chineză locală. Plüschow a fost salvat de către civilii chinezi aflați sub conducerea unui misionar american și a reușit să ajungă cu succes la destinație la Shanghai pentru a livra documentele secrete, după ce i-a dat motorul unuia dintre civilii chinezi care l-au salvat.
Manevrarea greoaie a cârmei și controlul lateral defectuos făcea ca pornirea unui Taube să fie dificilă și lentă. Avionul s-a dovedit a fi o țintă foarte ușoară pentru aeronavele aliate mai rapide și mai mobile din Primul Război Mondial și după doar șase luni de război, Taube a fost eliminat din prima linie și a fost folosit la antrenamentul piloților noi. Mulți viitori ași ai aviației germane au învățat să zboare pe un Rumpler Taube.

## Utilizatori
Argentina
- Forțele Aeriene Argentiniene
- Marina Argentinei

 Austro-Ungaria
- Aviația Imperială Austro-Ungară

 Bulgaria
- Forțele Aeriene Bulgare

 China
- Două unități au fost comandate de către revoluționarii chinezi pentru a lupta cu forțele armate imperiale, dar când au ajuns la Shanghai în decembrie 1911, împreună cu alte aeroplane Taube comandate de către forțele imperiale germane staționate în China, dinastia Qing fusese deja răsturnată și avioanele nu au fost folosite în luptă.

 Imperiul German
- Luftstreitkräfte
- Kaiserliche Marine

 Regatul Italiei
- Corpo Aeronautico Militare

 Japonia
- The Imperial Aeronautic Association[4]
- Imperial Japanese Army Air Service (provizoriu)[5]

 Norvegia
- Royal Norwegian Navy Air Service

 Imperiul Otoman
- Forțele Aeriene Otomane

 Elveția
- Forțele Aeriene Elvețiene